# 津川義冬
津川 義冬(つがわ よしふゆ)は、戦国時代から安土桃山時代にかけての武将。織田氏の家臣。松ヶ島城城主。名は義永とも。
本姓は源氏。足利氏の一門で室町幕府三管領筆頭の斯波氏の血筋である。斯波氏傍流の津川氏を称する。
なお、「続群書類従　巻百十三」の『武衛系図』では諱は近治、官位は従五位下、通称は玄蕃允とする。
また、「廓坊文書」所収の某年九月朔日付の「津川玄蕃允雄光・滝川三郎兵衛一盛連署書状」が残されているが、滝川一盛は滝川雄利の天正10年（1582年）・11年（1583年）前後の名乗りである事から、この書状はその頃の作成文書で、義冬は織田信雄から偏諱を与えられて雄光と改名したとみられる。

## 経歴
最初は織田信長に仕えたが、器量を見込まれて信長の次男・信雄の家老に任じられた。妻は北畠具教の娘で、信雄の妻の姉にあたる（『織田家雑録』、『寛政重修諸家譜』）。
天正4年（1576年）の三瀬の変では田丸城において土方雄久・日置大膳亮らと共に長野具藤・北畠親成ら北畠一族を討ち取っている（『勢州軍記』）。天正10年（1582年）、本能寺の変後、松ヶ島城を預けられ、南方の奉行とされる（『勢州軍記』）。同年1月13日、大坂での津田宗及の茶会に出席している。
信雄が羽柴秀吉と対立するようになると、秀吉は義冬・岡田重孝・浅井長時ら信雄の有力家臣が羽柴秀吉に寝返ったという流言を流し、この情報を信じた信雄によって長島城にて土方雄久により3人共殺害された。秀吉は義冬らの殺害を契機に小牧・長久手の戦いで信雄と干戈を交えることとなる。